# Ikerprím
Ikerprímnek két olyan prímszám együttesét nevezzük, amelyek 2-vel térnek el egymástól: például 5 és 7. Mivel a prímszámok (a 2-t kivéve) csak páratlan számok lehetnek, két prímszám között nem lehet kisebb a különbség 2-nél (a (2, 3) pár kivételével). Más megfogalmazás szerint: az ikerprímek két olyan prímszám együttese, amelyek között a prímhézag 2.
Az ikerprím-sejtés szerint végtelen sok ilyen páros létezik.

## Ikerprímek 2000-ig (61 pár)
(3, 5), (5, 7), (11, 13), (17, 19), (29, 31), (41, 43), (59, 61), 
(71, 73), (101, 103), (107, 109), (137, 139), (149, 151), (179, 181), (191, 193),
(197, 199), (227, 229), (239, 241), (269, 271), (281, 283), (311, 313), (347, 349),
(419, 421), (431, 433), (461, 463), (521, 523), (569, 571), (599, 601), (617, 619),
(641, 643), (659, 661), (809, 811), (821, 823), (827, 829), (857, 859), (881, 883),
(1019, 1021), (1031, 1033), (1049, 1051), (1061, 1063), (1091, 1093), (1151, 1153), (1229, 1231), 
(1277, 1279), (1289, 1291), (1301, 1303), (1319, 1321), (1427, 1429), (1451, 1453), (1481, 1483), 
(1487, 1489), (1607, 1609), (1619, 1621), (1667, 1669), (1697, 1699), (1721, 1723), (1787, 1789), 
(1871, 1873), (1877, 1879), (1931, 1933), (1949, 1951), (1997, 1999)

## A legnagyobb ismert ikerprímek
- {\displaystyle 65516468355\cdot {2^{333333}}\pm 1} [100355 számjegy]

(2009. augusztus - Peter Kaiser, Keith Klahn, a Twin Prime Search (TPS) projekt és a PrimeGrid (BOINC platform) segítségével)
- {\displaystyle 2003663613\cdot 2^{195000}\pm 1} [58711 számjegy]

(2007. január 15. – Eric Vautier, Franciaország, a Twin Prime Search (TPS) projekt és a PrimeGrid (BOINC platform) segítségével)
- {\displaystyle 194772106074315\cdot {2^{171960}}\pm 1} [51780 számjegy]

(2007. június – Csajbók Tímea, dr. Farkas Gábor, dr. Járai Antal, Járai Zoltán, Kasza János)
- {\displaystyle 100314512544015\cdot {2^{171960}}\pm 1} [51780 számjegy]

(2006. június 20. – Csajbók Tímea, dr. Farkas Gábor, dr. Járai Antal, Járai Zoltán, Kasza János)